# Stictoptera fenestra
Stictoptera fenestra là một loài bướm đêm trong họ Noctuidae.